# Elachiptera orizae
Elachiptera orizae är en tvåvingeart som beskrevs av Seguy 1949. Elachiptera orizae ingår i släktet Elachiptera och familjen fritflugor. Inga underarter finns listade i Catalogue of Life.